# Walter Hiller
Walter Hiller (* 9. Oktober 1932 in Dettingen an der Erms) ist ein deutscher SPD-Politiker. Er war vom 21. Juni 1990 bis Oktober 1996 niedersächsischer Sozialminister. Walter Hiller ist verheiratet und hat drei Kinder.

## Beruflicher Werdegang
Nach dem Besuch der Volksschule absolvierte Walter Hiller eine Lehre als Industriekaufmann. Er plante zunächst in den Dienst der evangelischen Kirche zu treten, was er aber trotz des Besuches der Evangelischen Fachhochschule Reutlingen-Ludwigsburg in Ludwigsburg bei Stuttgart nicht tat.
Hiller arbeitete seit 1960 bei Volkswagen, 1965 wurde er in den Betriebsrat gewählt und beteiligte sich am Aufbau der IG Metall im Angestelltenbereich. 1975 wurde er Referent für Aufgaben des Gesamt- und des Konzernbetriebsrates. 1984 wurde er Geschäftsführer des Betriebsrates des Volkswagenwerkes Wolfsburg und des Konzernbetriebsrates der Volkswagen AG. 1986 stieg er zum Betriebsratsvorsitzenden des Werks Wolfsburg und Vorsitzenden des Gesamtbetriebsrates der AG auf und wurde Arbeitnehmervertreter im Aufsichtsrat der Volkswagen AG sowie Vorsitzender des Konzernbetriebsrates der Gesellschaft. 1996 erreichte er das 64. Lebensjahr und ging in Pension, im November 1996 schied er aus dem Volkswagen-Aufsichtsrat aus.

## Politischer Werdegang
Walter Hiller trat 1964 in die SPD ein. Er engagierte sich im Bereich der Beschäftigungs-, Gesundheits- und Sozialpolitik. 1986 wurde er in den Rat der Stadt Wolfsburg gewählt. 1990 wurde Hiller als Nachfolger von Hermann Schnipkoweit zum Sozialminister des Landes Niedersachsen, im Oktober 1996 (um seinen 64. Geburtstag) wurde Wolf Weber sein Nachfolger als Sozialminister.

## Auszeichnungen
- Walter Hiller ist Ehrenbürger der Stadt Wolfsburg.